# E-Mail-Weiterleitung
Eine E-Mail-Weiterleitung (englisch email forwarding) oder E-Mail-Umleitung (englisch email redirection) ist das Weitersenden einer empfangenen E-Mail an eine andere E-Mail-Adresse. Dies kann auf verschiedene Weise erfolgen, die in server-basierte und client-basierte Weiterleitung unterteilt werden können.

## Server-basierte Weiterleitung
Nach dem Internetstandard SMTP kann ein Mail Transfer Agent eine E-Mail automatisch an eine andere E-Mail-Adresse weiterleiten, wenn sich die bisherige Adresse geändert hat. Die Weiterleitung kann entweder stillschweigend erfolgen (Statuscode 250) oder dem einliefernden Client signalisiert werden (Statuscode 251), wobei der Server allerdings nicht annehmen kann, dass diese Information dem Absender mitgeteilt wird. Es ist nicht üblich, dass diese Information dem Benutzer angezeigt wird.
Eine Methode zur Einrichtung einer server-basierten Weiterleitung ist die Verwendung von Alias-Adressen. Die Absenderadresse bleibt dabei unverändert. Die Weiterleitung kann an mehrere Empfängeradressen erfolgen, sodass die Alias-Adresse einen einfachen E-Mail-Verteiler darstellt. Bei der server-basierten Weiterleitung wird der Inhalt der E-Mail im Regelfall nicht verändert. Dadurch bleibt die vom Absender eingegebene Empfängeradresse im To-Feld unverändert und wird im E-Mail-Programm des Empfängers angezeigt.
Einen Spezialfall stellt eine Mailingliste dar, die statt einer Weiterleitung eine Weiterverteilung vornimmt. Die Mailingliste verändert den Envelope Sender, um Bounce Messages infolge von Nichtzustellbarkeit selbst zu verarbeiten.

## Client-basierte Weiterleitung
Bei einer client-basierten Weiterleitung erfolgt die Weiterleitung durch das E-Mail-Programm des Benutzers. Der Inhalt sowie die bisherige Absender- und Empfängeradresse der weitergeleiteten E-Mail werden in Form eines Zitats in eine neue E-Mail eingefügt. Die Absenderadresse der neuen E-Mail entspricht dem Benutzer, der die Weiterleitung vornimmt. Der Betreff wird aus der weitergeleiteten E-Mail kopiert und beispielsweise mit dem Kürzel „Fwd:“ vorangestellt.